# 芸文印書館
芸文印書館（げいぶんいんしょかん）は台湾の出版社で、古い漢籍の出版を主に扱っている。

## 特徴
芸文印書館は1952年に厳一萍によって台北で創業した。厳一萍はもともと政治家だったが、台湾で董作賓の門人となって甲骨文字を研究した。しかし当時は甲骨学の書籍を出版してくれる出版社がなかったので、自ら出版社を創立した。
芸文印書館は主に古い漢籍を影印出版しており、代表的な出版物に『百部叢書集成』（南宋から清までの百種類の叢書を影印出版したもの）、『金文総集』などがある。
『中国文字』という文字学に関する学術雑誌を発行している。
かつて中華人民共和国の出版物の品質がきわめて低かったこともあり、背表紙に饕餮文をあしらった『十三経注疏』『説文解字』『広韻』『文選』などの芸文印書館による質の高い影印本は日本でも重宝された。